# Amtsbezirk Grein
Der Amtsbezirk Grein war eine Verwaltungseinheit im Mühlviertel in Oberösterreich.
Der Amtsbezirk war der Kreisbehörde für den Mühlkreis, die sich in Linz befand, unterstellt und besorgte deren Amtsgeschäfte vor Ort. Die Zuständigkeit erstreckte sich neben Grein auf die damaligen Gemeinden Dimbach, Dörfl, Eitzendorf, Gassen, St. Georgen am Walde, Henndorf, Kalmberg, Klam, Kreuzen, Letten, Linden, St. Nikola, Pabneukirchen, Panholz, Riedersdorf, Saxen, Struden, St. Thomas, Waldhausen, Wetzelsberg und Wetzelstein. Damit umfasste er damals eine Stadt, 7 Märkte und 14 Dörfer.